# AEK Bank 1826
AEK Bank 1826 (Amtsersparniskasse Thun, até 2006) é um banco regional suíço que presta serviços para a região de Tune. Foi fundado em 1826 e é organizado como uma cooperativa. A área de negócios é o cantão de Berna. A sede está localizada perto do Lago de Tune.